# Jeden na milion
Jeden na milion − trzeci solowy album warszawskiego rapera o pseudonimie Onar. Gościnnie pojawiają się Eldo, Bob One, Afromental, Borixon, WSRH, Paluch oraz na płycie w edycji specjalnej Pezet, Ten Typ Mes, Łysonżi, Emazet, Proceente, Kajman i Młodziak. Album ukazał się 9 września 2009 roku nakładem wytwórni Fonografika.

## Lista utworów
Lista utworów edycji standardowej:
| #  | Tytuł                                        | Producent | Czas |
| -- | -------------------------------------------- | --------- | ---- |
| 1  | "Moja nowa płyta - Twoje nowe kłopoty"       | Eljot     | 3:33 |
| 2  | "Jeden na milion"                            | Eljot     | 3:29 |
| 3  | "To ma sens"                                 | Fo        | 3:40 |
| 4  | "Rap wraca" (gościnnie Eldo)                 | Szops     | 2:56 |
| 5  | "Rozwijam skrzydła"                          | Hal       | 3:26 |
| 6  | "Ręce do góry!" (gościnnie Pezet)            | DJ Story  | 3:44 |
| 7  | "Tak tu jest"                                | Eljot     | 3:17 |
| 8  | "Mam zajawkę" (gościnnie: Bob One)           | DJ Story  | 3:32 |
| 9  | "W Twoim bloku"                              | DJ Story  | 2:55 |
| 10 | "Ze sobą nie wygram" (gościnnie: Afromental) | Donatan   | 3:32 |
| 11 | "Odśwież się"                                | DJ Decks  | 2:48 |
| 12 | "W dół/w górę/pół na pół"                    | Szops     | 3:22 |
| 13 | "Jestem z miasta" (gościnnie: WSRH, Paluch)  | Szops     | 4:41 |
| 14 | "Kręć dupą 2" (gościnnie: Borixon)           | Krys      | 3:08 |

Lista bonusowych utworów w edycji specjalnej:
| #  | Tytuł                                            | Producent | Czas |
| -- | ------------------------------------------------ | --------- | ---- |
| 15 | "Ręce do góry!" (gościnnie: Pezet)               | DJ Story  | 4:24 |
| 16 | "Rozwijam skrzydła" (gościnnie: Ten Typ Mes)     | Hal       | 4:50 |
| 17 | "Tak tu jest" (gościnnie: Emazet, Proceente)     | Eljot     | 4:25 |
| 18 | "Kręć dupą 2" (gościnnie: Borixon, Kajman)       | Krys      | 4:26 |
| 19 | "Jestem z miasta" (gościnnie: Młodziak, Łysonżi) | Szops     | 3:57 |